# 大山即席斎
大山 即席斎（おおやま そくせきさい、1959年 - ）は、元イラストレーター、即席麺評論家。
本名は大山正弥である。

## 経歴
東京都練馬区出身。練馬区立石神井小学校、練馬区立石神井南中学校、東京都立石神井高等学校、群馬大学工学部卒。
- 1995年、テレビ東京「TVチャンピオン」の「インスタント麺通選手権」優勝[1]
- 1996年、「即席麺カタログ」（グラフ社）執筆。
- 1999年、「よしだともこのルート訪問記」イラスト担当。
- 2018年、BSジャパン「TVチャンピオン極 〜KIWAMI〜」の「カップ麺アレンジ料理王決定戦」で解説を担当。

## 人物
- 学生時代に明星中華三昧の美味さに触れインスタント麺のうまさに目覚める[1]。
- 年間600食以上のインスタントラーメンを食す、インスタントラーメン界の第一人者[2]。
- インスタント麺はパッケージをコレクションしており、これまでに約6000点ほど収集している[3]。
- 毎日インスタント麺ばかりを食べて1万食を超える[4]。
- 「好きな激辛カップラーメンランキング」の1位として、「セブンプレミアム 蒙古タンメン中本 辛旨味噌」を挙げている。[5]

## エピソード
- マツコの知らない世界に出演し、札幌円山動物園 白クマ塩ラーメンを紹介。当初の8倍の売上の100万食以上の売り上げをあげる[6]。
- サブカル雑誌「ビックリハウス」の中期における常連投稿者の一人であり、文化功労賞（年間の投稿採用数をポイント化したランキング１位に与えられる）を受賞。また、読者投票（ただし組織票可）による「ジャパベン（日本勉強協会）合衆国」コーナーの大統領（二代目）に就任。コーナー内では“魔夜王（まやおう）”（※大山の逆読み）を名乗った。
- 2002年に勤務していたオムロンを早期退職。
- 2015年6月14日放送の「アッコにおまかせ!」で一番美味いカップ麺として「産経新聞大阪ラーメン」を紹介した。この番組を見た産経新聞大阪社会部が記事として取り上げている[2]。
- 2017年にはアイドルグループのです。ラビッツと共同で、「世界一のインスタントラーメン」を開発するプロジェクトを立ち上げている[4]。

## メディア出演
2001年
- TBS「USO!?ジャパン」

2010年
- 日本テレビ「スーパーサプライズ」（勝俣州和、三遊亭楽太郎）
- 光文社「FLASH」
- TBSラジオ「安住紳一郎の日曜天国」
- フジテレビ「芸能人こだわり王講座イケタク」（優木まおみ）

2011年
- 日本テレビ「さんま所の超近現代史3」
- TBSラジオ「安住紳一郎の日曜天国」
- テレビ朝日「3分で語れる歴史」
- 光文社「FLASH」
- フジテレビ「俺の博物館」（バナナマン日村勇紀）
- 読売テレビ「ZIP!（大阪）」
- TBS「マツコの知らない世界」
- テレビ東京「ヒット商品ランキング」
- テレビ朝日「アタラシーノ」（ジャルジャル）

2012年
- TBSラジオ「安住紳一郎の日曜天国」
- 毎日放送「まぶしいチカラ」（千原ジュニア）
- テレビ朝日「業界トップニュース」（土田晃之、劇団ひとり）
- TOKYOFM「柳家喬太郎のキンキラ金曜日」
- TBS「マツコの知らない世界総集編」
- 講談社「週刊モーニング」（カレー＆ラーメン博覧会広告）
- 小学館「週刊ポスト」
- TOKYOFM「クロノス」
- TBS「ひるおび！」
- 池袋サンシャインシティ「カレー＆ラーメン博覧会」トークショー（バーモント秀樹）
- 読売新聞（福岡版）
- アボカドチャンネル「なんでもアーリー」
- ペンギンラーメン発表会（麒麟）
- TBS「マツコの知らない世界SP」
- NACK5「夕焼けSHUTTLE」（黒田治）
- J-WAVE「GOLD RUSH」（アンジャ渡部建）
- 光文社「女性自身」
- テレビ朝日「やじうまテレビ」
- 主婦と生活社「週刊女性」
- 朝日新聞「Be」
- NACK5「大野勢太郎HYPER RADIO」
- InterFM「WAKU WAKU」（仁井聡子）
- テレビ朝日「モーニングバード」
- RSKラジオ「はまいえサタデー」

2013年
- 光文社「FLASH」
- 毎日新聞社「サンデー毎日」
- 文藝春秋「週刊文春」
- NACK5「セイタロー＆ケイザブロー おとこラジオ」
- 日本テレビ「シューイチ」（しずる村上純）
- 講談社「週刊現代」
- BSフジ「たけしの等々力ベース」（たけし軍団）
- MBSラジオ「上泉雄一のええなぁ」（なるみ）
- KKベストセラーズ「CIRCUS MAX」
- 小学館「女性セブン」
- MONDO TV「The MONDO Times」（ルー大柴）

2015年
- TBSラジオ「安住紳一郎の日曜天国」

2021年
- 朝日放送テレビ「ザキ山小屋」（梅沢富美男）

2022年
- TBSラジオ「安住紳一郎の日曜天国」

2023年
- TBSラジオ「安住紳一郎の日曜天国」

2024年
- ニッポン放送「黒木瞳のあさナビ」

2025年
- TBSラジオ「安住紳一郎の日曜天国」